# Branville-Hague
Branville-Hague település Franciaországban, Manche megyében. Lakosainak száma 183 fő (2018. január 1.). Branville-Hague Gréville-Hague, Beaumont-Hague, Sainte-Croix-Hague, Urville-Hague és Urville-Nacqueville községekkel határos.

## Népesség
A település népességének változása:
| Lakosok száma | 87   | 99   | 98   | 100  | 108  | 173  | 165  | 166  | 157  | 183  |
|               | 1968 | 1975 | 1982 | 1990 | 1999 | 2011 | 2013 | 2015 | 2017 | 2018 |